# Никола Въжаров
Никола Костадинов Въжаров е български учител, политик и обществен деец, АБПФК.

## Биография
Роден е на 14 юли 1877 г. в гр.Кюстендил. През 1896 г. завършва Кюстендилското педагогическо училище. Учител в село Багренци, Кюстендилско, член на Околийското учителско дружество. Уволнен е за активна обществена дейност. По-късно учителствува в Пернишко и Кюстендилско.
Член на БРСДП от 1899 г. и на БРСДП (т.с.) от 1903 г. През 1906 г. оглавява учителската социалдемократичаска група в Кюстендил, а през 1908-19 г. е в Централното ръководство на Учителската социалдемократическа организация. Участник в Балканската война (1912-13) и Първата световна война (1915-18). През 1919 г. е избран за общински съветник, а от 27 януари до 30 юни 1920 г. е кмет на Първата кюстендилска комуна. Липсата на мнозинство общински съветници – комунисти го принуждава да подаде оставка.
От средата на 1920 г. до юли 1923 г. е главен редактор на излизащия в София вестник „Учителска искра“, орган на Учителската социалдемократическа организация. След Септемврийското въстание (1923) многократно е репресиран, интерниран е за известно време в Дупница и до 9 септември 1944 г. е с отнети учителски права. Сътрудничи на леви вестници като „Учителска борба“, съдействува за издаването на в. „Учителско единство“ (1923-24), редактира сп. „Светлина“ (1923). През 1931 г. влиза в ръководството на Пенсионерския съюз и става редактор на неговия в. „Старини“.
След 9 септември 1944 г. е редактор на в. „Занаятчийска дума“ (1944-46).
Носител на орден „Народен орден на труда" златен, „Девети септември 1944 г." II ст. и „Кирил и Методий" I ст.
Удостоен със званието „почетен гражданин на Кюстендил“ през 1948 г.